# 島田二郎
島田 二郎（しまだ じろう、1953年〈昭和28年〉8月30日 - ）は、日本の政治家、歯科医師。元島根県安来市長（3期）。

## 来歴
1953年（昭和28年）8月30日、島根県能義郡安来町（現：安来市）にて島根県議会議員であった島田芳雄の次男として生まれる。実兄は後に医師となって関東へ移住し、関東の病院に勤務する。
幼い頃に実母を病で亡くし、その後父の島田芳雄が義母と再婚し、それから1956年7月6日にはその間に異母弟で後に参議院議員となる島田三郎が誕生する。
1972年（昭和47年）、島根県立松江北高等学校を卒業。1982年（昭和57年）、神奈川歯科大学大学院を修了し、歯学博士の学位を取得後、埼玉医科大学で口腔外科講師として勤務した。1989年（平成元年）、島田歯科クリニックを開業。
1997年（平成9年）、安来市長に就任。
2001年（平成13年）10月28日、自身の任期満了に伴う安来市長選挙に出馬し、無所属で新人の越野宗男を破り、再選。
※当日有権者数：24,378人人 最終投票率：84.67%（前回比：pts）
| 候補者名 | 年齢 | 所属党派 | 新旧別 | 得票数   | 得票率 | 推薦・支持 |
| -------- | ---- | -------- | ------ | -------- | ------ | ---------- |
| 島田二郎 | 48   | 無所属   | 現     | 14,934票 | 72.4%  |            |
| 越野宗男 | 57   | 無所属   | 新     | 4,963票  | 20.4%  |            |

2004年（平成16年）10月24日、旧安来市、広瀬町、伯太町との新設合併に伴う、安来市長選挙に出馬し、無所属で新人の越野宗男を破り、再選。
※当日有権者数：36,540人人 最終投票率：58.57%（前回比： 26.1pts）
| 候補者名 | 年齢 | 所属党派 | 新旧別 | 得票数   | 得票率 | 推薦・支持 |
| -------- | ---- | -------- | ------ | -------- | ------ | ---------- |
| 島田二郎 | 51   | 無所属   | 現     | 16,317票 | 76.2%  |            |
| 越野宗男 | 60   | 無所属   | 新     | 4,470票  | 20.9%  |            |

2007年（平成19年）、医師で関東に在住する実兄が病で死去する。
2008年（平成20年）10月19日、自身の任期満了に伴う安来市長選挙に出馬したが、無所属で新人の近藤宏樹に破れ、落選。
※当日有権者数：35,737人人 最終投票率：71.73%（前回比： 13.16pts）
| 候補者名 | 年齢 | 所属党派 | 新旧別 | 得票数   | 得票率 | 推薦・支持 |
| -------- | ---- | -------- | ------ | -------- | ------ | ---------- |
| 近藤宏樹 | 63   | 無所属   | 新     | 14,507票 | 56.6%  |            |
| 島田二郎 | 55   | 無所属   | 現     | 9,332票  | 36.4%  |            |
| 越野宗男 | 63   | 無所属   | 新     | 1,479票  | 5.8%   |            |

市長選挙落選後は日本歯科医師連盟総務副委員長、島根県歯科医師連盟理事長、島田歯科クリニック院長、安来青年会議所OBを歴任。
2019年（平成31年）2月4日、溝口善兵衛の任期満了に伴う島根県知事選挙に出馬することを表明。
出馬を表明した記者会見で、元消防庁次長の大庭誠司などの元官僚が知事選に出馬することに対し、「中央から官僚を連れてきて、これまでと同じことを繰り返せば小さな自治体は廃れていく」と、元官僚が知事を務めることへの危機感を露わにし、自立した県政運営の必要性を訴えかけ、医療・介護・福祉の充実強化、地域経済・県民所得の底上げを主張していたが、元消防庁国民保護室長の丸山達也に破れ、落選。
※当日有権者数：564,244人人 最終投票率：62.04%（前回比： 2.48pts）
| 候補者名 | 年齢 | 所属党派 | 新旧別 | 得票数    | 得票率 | 推薦・支持 |
| -------- | ---- | -------- | ------ | --------- | ------ | ---------- |
| 丸山達也 | 49   | 無所属   | 新     | 150,338票 | 43.6%  |            |
| 大庭誠司 | 59   | 無所属   | 新     | 120,276票 | 34.9%  | 自由民主党 |
| 島田二郎 | 65   | 無所属   | 新     | 40,694票  | 11.8%  |            |
| 山崎泰子 | 57   | 無所属   | 新     | 33,699票  | 9.8%   | 日本共産党 |

2019年（令和元年）5月8日、参議院議員であった異母弟の島田三郎が死去。
2023年（令和5年）、旭日小綬章受章。